# Fót
Fót je vas na Madžarskem, ki upravno spada v podregijo Dunakeszi Županije Pešta.